# Национални пут Јапана 104
Национални пут Јапана 104 је Национални пут у Јапану, пут број 104, који спаја градове Хачинохе и Одате, укупне дужине 128,8 км км.